# Can Solà de la Roca
Can Solà de la Roca és una masia del Bruc (Anoia) inclosa a l'Inventari del Patrimoni Arquitectònic de Catalunya.

## Descripció
Masia de planta rectangular que es construí en diferents èpoques. Hi ha tres portes adovellades i diverses construccions annexes.
Dintre d'un recinte emmurallat té una petita capella orientada al sud, de planta quadrada i campanaret de cadireta.